# Международна дъблинска литературна награда
Литературната награда IMPAC (на английски: International IMPAC Dublin Literary Award; на ирландски: Duais Liteartha Idirnáisiúnta Bhaile Átha Chliath) се присъжда след допитвания до читателите по цял свят. Освен че е една от „най-демократичните“, тя е забележително щедра (100 хиляди евро) и престижна. Връчва се всяка година на най-доброто белетристично произведение на английски език.
Наградата е учредена през 1996 г. от градския съвет на Дъблин и американския инвестиционен фонд IMPAC. Сред програмните ѝ задачи е възраждането на славата на Дъблин като „литературна Мека“. Тя може да бъде спечелена от писател от всяка националност и от всяка държава, като единственото изискване е публикация на книгата му на английски език. Ако първоначално книгата е издадена на друг език, то 25% от паричното ѝ изражение отива при преводача ѝ на английски.
Произведенията се предлагат за обсъждане от журито първоначално от обществени библиотеки по целия свят според резултатите от допитвания до читателите. Международно жури избира от общото количество от винаги над сто книги „съкратен списък“ от няколко най-достойни. Например през 2008 г. предложени са били книги от 37 автори, посочени от 161 библиотеки по света. През 2010 г. авторите с предложени книги са дори 156.

## Лауреати
- 1996 – „Remembering Babylon“ на Дейвид Маалуф
- 1997 – „Сърце тъй бяло“ на Хавиер Мариас (българско издание: Обсидиан, 2001)
- 1998 – „The Land of Green Plums“ на Херта Мюлер
- 1999 – „Ingenious Pain“ на Андрю Милър
- 2000 – „Wide Open“ на Никола Баркър
- 2001 – „No Great Mischief“ на Алистър Маклауд[1]
- 2002 – „Елементарните частици“ на Мишел Уелбек (българско издание: Факел Експрес, 2010)[2]
- 2003 – „Името ми е Червен“ на Орхан Памук (българско издание: Еднорог, 2004)
- 2004 – „This Blinding Absence of Light“ на Тахар Бен Джалун
- 2005 – „The Known World“ на Едуард П. Джоунс
- 2006 – „Маестрото“ на Колъм Тойбин (българско издание: Прозорец, 2006)
- 2007 – „Out Stealing Horses“ на Пер Петерсон[3]
- 2008 – „Играта на Де Ниро“ на Рауи Хадж (българско издание: Жанет 45, 2009)
- 2009 – „Man Gone Down“ на Майкъл Томас
- 2010 – „The Twin“ на Хербранд Бакър
- 2011 – „Нека големият свят се върти“ на Колъм Маккан (българско издание: Жанет 45, 2012)
- 2012 – „Even the Dogs“ на Джон Макгрегър
- 2013 – „Град Бохейн“ на Кевин Бари[4]
- 2014 – „The Sound of Things Falling“ на Хуан Габриел Васкез[5]
- 2015 – „Harvest“ на Jim Crace[6]
- 2016 – „Family Life“ на Акил Шарма
- 2017 – „A General Theory of Oblivion“ на José Eduardo Agualusa
- 2018 – „Solar Bones“ на Mike McCormack
- 2019 – „Idaho“ на Emily Ruskovich
- 2020 – „Milkman“ на Анна Бърнс
- 2021 – „Lost Children Archive“ на Валерия Луизели

## Български романи, предложени за наградата IMPAC
- 2008 – „Тя и тримата“ на Надежда Захариева
- 2009 – „Чувствата: срок на годност“ на Боряна Христова[7]
- 2017 – „Физика на тъгата“ на Георги Господинов[8]